# Darevskia parvula
Darevskia parvula är en ödleart som beskrevs av  Lantz och CYRÉN 1913. Darevskia parvula ingår i släktet Darevskia och familjen lacertider. IUCN kategoriserar arten globalt som livskraftig. Inga underarter finns listade i Catalogue of Life.